# 趙元淑
趙元淑（6世纪—613年），金城郡（今甘肃省兰州市）人，赵世摸之子。

## 生平
趙世模与南朝陳作战战死，趙元淑袭父本官。数年後，授驃騎将軍。長安富豪宗連的幼女求嫁賢夫，听说趙元淑後，宗連与之相见，把女儿嫁给了他。宗連把奴婢、良馬、絹帛綺羅、金宝珍玩都贈给了他，赵元淑成了富人。
604年（仁寿四年），隋煬帝即位，漢王楊諒作乱，元淑跟随楊素参与平定叛乱。以功進位柱国，任德州刺史。转任潁川郡太守，有善政。赵元淑上奏司農滞納諸郡上交的租粮。煬帝問赵元淑：「按卿的意思，幾日可以了结」，赵元淑回答「臣的意思不过十日」，煬帝当日任命赵元淑为司農卿。赵元淑按之前的话收齐了天下的租粮。
礼部尚書楊玄感怀有二心，认为和赵元淑一起造反可以成功，和他結交，多贈金宝。612年（大業八年），隋煬帝遠征高句麗，赵元淑兼任将軍，主管宿衛，加位光禄大夫，封葛公。613年（大業九年），煬帝再征高句麗，赵元淑驻守臨渝。楊玄感作乱，他弟弟楊玄纵从煬帝身边逃出来，路过臨渝。赵元淑叫他的的小妾魏氏出来见过楊玄纵，開宴欢迎，共同策划，楊玄纵贈给他财物。楊玄感失敗，有人密告此事，赵元淑被有关部门調查。赵元淑说他只是和楊玄感缔结儿女婚姻关系，没有他意，魏氏前后証言矛盾。煬帝被激怒，八月辛酉赵元淑和魏氏在涿郡被斬，家財全部没收。

## 延伸阅读
[在维基数据编辑]
 《隋書·卷70》，出自魏徵《隋书》